# سان جرمانو فيرسيلسي
سان جرمانو فيرسيلسي هي بلدية في مقاطعة فرشيلي التابعة لإقليم بييمونتي الإيطالي، تقع على بعد حوالي 50 كيلومتر (31 ميل) إلى الشمال الشرقي من مدينة تورينو وحوالي 14 كيلومتر (9 ميل) إلى الشمال الغربي من فيرتشيلي.
سان جرمانو فيرسيلسي على حدود البلديات التالية: كازانوفا إلفو، كروفا، أولشيننغو، سالاسكو، سانثيا، ترونزانو فيرسيلسي، فيرتشيلي.

## السكان
في سنة 1861 بلغ عدد السكان 3٬792 نسمة، وتطور العدد ليصل في سنة 2011 لـ 1٬768 نسمة.
يظهر هذا المخطط البياني تطور النمو السكاني لـ سان جرمانو فيرسيلسي